# Buta (film)
Buta (ros. Бута) – azerski film fabularny z 2011 roku w reżyserii İlqara Nəcəfa.

## Opis fabuły
Bohaterem filmu jest siedmioletni Buta, sierota, który mieszka w jednej ze wsi azerskich razem ze swoją babką. Kiedy poznaje starca, sprzedawcę mydła, który kiedyś w przeszłości zabiegał o względy jego babki, pod wpływem jego rad życie Buty zaczyna się zmieniać. Babka tka dla chłopca dywanik w kolorach, które lubiła jego matka, kiedy jeszcze żyła. Buta chce z kamieni rzecznych ułożyć na szczycie wzgórza litery, układające się w jego nazwisko.
W głównych rolach wystąpili: 11-letni Tofiq Əliyev, u boku jednego z najbardziej zasłużonych aktorów Azerbejdżanu Rafiqa Əzimova.

## Obsada
- Tofiq Əliyev jako Buta
- Rafiq Əzimov
- Elnur Kərimov
- Ləman Nəbiyeva
- Süleyman Nəcəfov

## Nagrody i wyróżnienia
Film uzyskał główną nagrodę na Międzynarodowym Festiwalu Filmowym Azji i Pacyfiku, odbywającym się w Queensland, w kategorii "Film dla widowni dziecięcej". Film został wyselekcjonowany jako oficjalny kandydat Azerbejdżanu do Oscara za najlepszy film nieanglojęzyczny podczas 85. ceremonii wręczenia Oscarów, ale nie uzyskał nominacji.